# Vade Retro !
Pour plus de détails, voir Fiche technique et Distribution.
Vade Retro! (Изыди!, Izydi!) est un film soviétique réalisé par Dmitri Astrakhan (ru), sorti en 1991.

## Fiche technique
- Titre original : Изыди!
- Titre français : Vade Retro![1]
- Réalisation : Dmitri Astrakhan (ru)
- Scénario : Dmitri Astrakhan (ru), Oleg Danilov
- Photographie : Youri Vorontsov
- Musique : Alexandre Pantykine
- Pays d'origine : URSS
- Format : Couleurs - 35 mm - Mono
- Genre : comédie
- Durée : 83 minutes
- Date de sortie : 1991

## Distribution
- Otar Megvinetoulhoutsesi : Motia
- Elena Anisimova : Golda
- Tamara Skhirtladze : Sora-Brokha
- Tatiana Kouznetsova : Beilka
- Valentin Boukine : Trofim
- Vladimir Kabaline : Ivan
- Alexandre Lykov : Petia
- Viktor Bytchkov : Egor
- Antonina Vvedenskaïa : Maria
- Viktor Mikhaïlov
- Nikolaï Rybnikov : Nikifor
- Ksenia Rappoport : Sima

## Récompenses et nominations
- 1991 : Kinotavr
- 1991 : Festival international du film de Tokyo
- 1991 : Festival international du film de Moscou
- 1992 : Nika